# Buchta (żegluga)

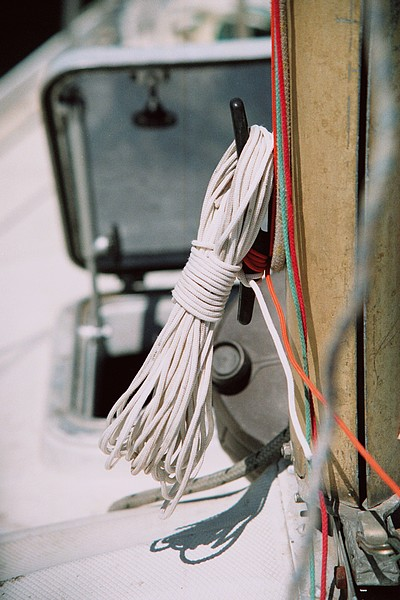
Buchta liny przy maszcie.

Buchta – zwój liny zwinięty (zbuchtowany) i związany (przewiązany) specjalnie w taki sposób, aby można było z tej liny od razu skorzystać (rozwinąć) bez ryzyka splątania.
Grubsze liny buchtuje się na pokładzie statku w różnego rodzaju kształty (często ozdobne), mniejsze zwija się i wiesza w ten sposób, aby jednym prostym ruchem można je było rozwiązać i użyć.
Staranne buchtowanie lin ma bardzo duże znaczenie, szczególnie na żaglowcach, jachtach, łodziach motorowych, gdyż zdarza się wiele sytuacji, w których natychmiastowe skorzystanie z liny jest niezbędne dla bezpieczeństwa statku, np. podczas wykonywania nagłych manewrów (sztorm, uniknięcie kolizji itp.).